# Эско (департамент)
Департамент Эско (фр. Département de l'Escaut) — административная единица Первой французской империи, располагавшаяся на землях современных бельгийской провинции Восточная Фландрия и нидерландского региона Зеландская Фландрия. Департамент назван по реке Шельда, которая во Франции носит название «Эско».
Департамент был создан 13 февраля 1796 года, после того как в 1795 году Австрийские Нидерланды были оккупированы французскими войсками, а Батавская республика в соответствии с Гаагским договором передала 16 мая 1795 года Франции округ Сас-ван-Гент.
После разгрома Наполеона эти земли вошли в состав Объединённого королевства Нидерландов.